# پاسکال سیگان
پاسکال سیگان (انگلیسی: Pascal Cygan؛ زادهٔ ۲۹ آوریل ۱۹۷۴) بازیکن فوتبال اهل فرانسه است.
از باشگاه‌هایی که در آن بازی کرده‌است می‌توان به باشگاه فوتبال لیل، باشگاه فوتبال آرسنال، و باشگاه فوتبال ویارئال اشاره کرد.